# ۱۷۱۰ (میلادی)
۱۷۱۰ (میلادی) هزار و هفتصد و دهمین سال تقویم میلادی است.

## زادگان
- ۱۳ نوامبر – شارل سیمون فاوار، بازیگر فرانسوی (د. ۱۷۹۲)

## درگذشتگان
- ۱۶ فوریه – اسپری فلشیه، کشیش فرانسوی (ز. ۱۶۳۲)
- ۱۹ سپتامبر – اوله کریستنسن رومر، ستاره‌شناس دانمارکی (ز. ۱۶۴۴)